# 特別林務小隊

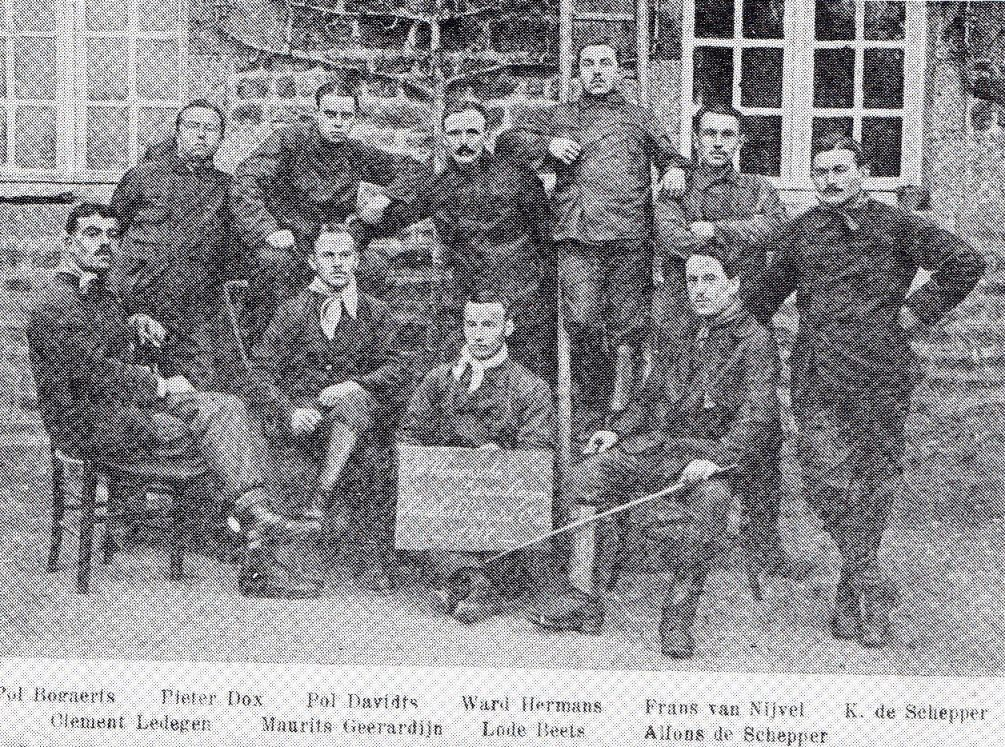
特別林務小隊（1918年）

特別林務小隊（オランダ語: Peloton Spécial Forestier）は、第一次世界大戦中にベルギー陸軍が設置した非戦闘部隊である。オルヌの樵たち（オランダ語: houthakkers van de Orne）とも通称された。懲罰労働の一環としての伐採作業をその任務とした。
フランスのノルマンディー地域圏オルヌ県に駐屯し、1918年にフランドル運動に積極的あるいは消極的な関与を行ったとされるフランドル人兵士10人が懲罰の一環として所属した。彼らを前線に派遣すると、中央同盟国に逃亡する恐れがあったため、フランス国内で樵として伐採作業に従事させることになったのである。小隊員らは過酷な生活環境に置かれつつ、1日12時間の労働に従事した。1日あたり1ベルギー・フランの給与が支払われた。
以下の10人が所属した:
- パウル・ダヴィッツ（Paul Davidts） - 10人の隊員のうち最も年上で[3][5][6]、隊員らの代表者でもあった[7]。本職は弁護士で、後に軍法会議で無罪判決を受けた[8]。
- ローデ・ベーツ（Lode Beets）
- ポール・ボガート（Pol Bogaert）- メヘレン出身[7]。
- アルフォンス・デ・シェッパー（Alfons De Schepper）[2]
- カレル＝ロデウィック・デ・シェッパー（Karel-Lodewijk De Schepper）[7]
- ピーター・ドックス（英語版） - リール出身[6][9]。
- ワート・ヘルマンス（英語版） - 作家。トゥルンハウト出身[7][10][11]。
- マウリッツ・ヒーアディン（Maurits Geerardyn）[1]
- クレマン・レーデヘン（Clement Ledegen）
- フランス・フェニーヘル（Frans Vannyvel）[12]